# Auchenisa roseotincta
Auchenisa roseotincta är en fjärilsart som beskrevs av Elliot C.G. Pinhey 1962. Auchenisa roseotincta ingår i släktet Auchenisa och familjen nattflyn. Inga underarter finns listade i Catalogue of Life.